# Elly de Waard
Elly de Waard (Bergen, 8 de septiembre de 1940) es una poetisa neerlandesa, conocida por dar voz a la poesía femenina y de género erótico-lésbico. Fue crítica musical durante quince años.

## Biografía
Nació en Bergen y estudió en el Instituto Murmellius y la Universidad de Ámsterdam. De 1965 a 1984, fue una crítica de música rock para el periódico neerlandés de Volkskrant y la revista semanal neerlandesa Vrij Nederland, también formó parte de un jurado que concede los premios de música Edison neerelandeses en 1972.
En 1978, Waard publicó su primer libro de poemas Afstand. Es miembro fundador de la Fundación Anna Bijns, que otorga cada dos años un premio a una escritora neerlandesa.
Se opuso a seguir las corrientes poéticas surgidas en los años de 1950, apostando por un género más acorde a la lírica con la que transmitir sensaciones y emociones. Su obra está influenciada por escritores y poetas estadounidenses como Emily Dickinson, Sylvia Plath o Robert Lowell; los neerlandeses Gorter y Martin Nijhoff y el ruso Joseph Brodsky. En su obra trata temas como el amor, la mujer y sus experiencias así como la naturaleza. A partir de 1981 con Furie, su obra se hace más personal y se centra en el género lésbico. Además de su propia obra ha traducido poemas de otros autores como la obra Amy Clampitt, a quien Elly Waard admiraba.
Poco después, en los años de 1980 se interesó en los movimientos feministas dirigiendo talleres de poesía en Amazone in Amsterdam que dio lugar al grupo de poetas De Nieuwe Wilden donde tuvo una función principal.
Entre sus publicaciones en Spektator, De Revisor, Bzzlletin, De Brakke Hond o Tirade entre otras donde ha publicado reseñas literarias, crítica musical y entrevistas a cantantes reconocidos.

## Selección de obras
- Luwte (Shelter) (1979)
- Furie (Fury) (1981)
- Strofen (1983)
- Anna Bijns (1985)
- Een wildernis van verbindingen (1986)
- Sara (1987)
- Onvoltooiing (1988)[1]
- Eenzang (1992), nominada al premino de poesía VSB.[7]
- Eenzang twee (1993)
- Het zij (Or she) (1995)
- Anderling (1998)
- Zestig (2000)[1]